# 公認会計士試験
公認会計士試験（こうにんかいけいししけん）とは、日本の公認会計士・監査審査会が毎年実施している、公認会計士になろうとする者に必要な学識及びその応用能力を有するかどうかを判定することをその目的とする国家試験である（公認会計士法5条）。
公認会計士法の施行された1948年より実施されている。

## 概要
公認会計士試験に合格した者であって、業務補助等の期間が3年以上であり、かつ、実務補習を修了し内閣総理大臣の確認を受けた者は、公認会計士となる資格を有することとなる（同法3条）。公認会計士となる資格を有する者が、公認会計士となるには、公認会計士名簿に、氏名、生年月日、事務所その他内閣府令で定める事項の登録を受けなければならない（同法17条）。

## 受験資格
年齢、性別、学歴に制限はなく誰でも受験できる。

## 出題基準
短答式及び論文式による筆記の方法により行うものとされ（法5条）、公認会計士・監査審査会が実施する（同法13条1項）。

### 短答式
短答式による試験は、次に掲げる科目について行う（法8条1項）。
1. 財務会計論（法8条1項1号、公認会計士試験規則4条1項）
  1. 簿記
  2. 財務諸表論
  3. その他、企業等の外部の利害関係者の経済的意思決定に役立つ情報を提供することを目的とする会計の理論
2. 管理会計論（法8条1項2号、同規則4条2項）
  1. 原価計算
  2. その他、企業等の内部の経営者の意思決定及び業績管理に役立つ情報を提供することを目的とする会計の理論
3. 監査論（法8条1項3号、同規則4条5項1号）
  1. 金融商品取引法[1]及び株式会社の監査等に関する商法の特例に関する法律に基づく監査制度
  2. 監査諸基準その他の監査理論
4. 企業法（法8条1項4号、同規則4条3項）
  1. 会社法
  2. 商法（海商並びに手形及び小切手に関する部分を除く。）
  3. 金融商品取引法[1]（企業内容等の開示に関する部分に限る。）
  4. その他、監査を受けるべきこととされる組合その他の組織に関する法

なお、短答式による試験に合格すると2年間は同試験の受験が免除されるがこの試験を毎年受験することも可能で合格した場合は短答式試験免除の有効期限が延長される。

### 論文式
論文式による試験は、短答式による試験に合格した者及び短答式による試験を免除された者につき、次に掲げる科目について行う（法8条2項）。
1. 会計学（法8条2項1号）
  1. 財務会計論（法8条1項1号）
    1. 簿記
    2. 財務諸表論
    3. その他、企業等の外部の利害関係者の経済的意思決定に役立つ情報を提供することを目的とする会計の理論

  2. 管理会計論（法8条1項2号）
    1. 原価計算
    2. その他、企業等の内部の経営者の意思決定及び業績管理に役立つ情報を提供することを目的とする会計の理論
2. 監査論（法8条2項2号、同規則4条5項1号）
  1. 金融商品取引法[1]及び株式会社の監査等に関する商法の特例に関する法律に基づく監査制度
  2. 監査諸基準その他の監査理論
3. 企業法（法8条2項3号、法8条1項4号、同規則4条3項）
  1. 会社法
  2. 商法（海商並びに手形及び小切手に関する部分を除く。）
  3. 金融商品取引法[1]（企業内容等の開示に関する部分に限る。）
  4. その他、監査を受けるべきこととされる組合その他の組織に関する法
4. 租税法（法8条2項4号、同規則4条4項）
  1. 法人税法
  2. 所得税法
  3. その他、租税法総論及び消費税法、相続税法その他の租税法各論
5. 次の科目のうち受験者のあらかじめ選択する一科目（法8条2項5号）
  1. 経営学（法8条2項5号イ、同規則4条5項2号）
    1. 経営管理及び財務管理の基礎的理論

  2. 経済学（法8条2項5号ロ、同規則4条5項3号）
    1. ミクロ経済学、マクロ経済学その他の経済理論

  3. 民法（法8条2項5号ハ）
    1. 民法典第1編から第3編を主とし、第4編及び第5編並びに関連する特別法を含む[1]

  4. 統計学（法8条2項5号ニ、同規則4条5項4号）
    1. 記述統計及び推測統計の理論
    2. 金融工学の基礎的理論

## 合格基準

### 短答式試験合格基準
短答式試験の得点比率は素点により算出される。
総点数の70%（500点満点中350点）を基準として、公認会計士・監査審査会が相当と認めた得点比率が合格基準となる。ただし、1科目につき、その満点の40%（企業法・監査論・管理会計論40点、財務会計論80点）に満たないもののある者は、不合格となることがある。
短答式試験において免除を受けた試験科目がある場合は、当該免除科目を除いた他の科目の合計得点の比率によって合否が判定される。

### 論文式試験合格基準
論文式試験の得点比率は偏差値方式により算出され、得点格差の調整は、標準偏差により行われる。 
52%の得点比率（偏差値52.00）を基準として、公認会計士・監査審査会が相当と認めた得点比率が合格基準となる。ただし、1科目につき、その得点比率が40%（偏差値40.00）に満たないもののある者は、不合格となることがある。
論文式試験において免除を受けた試験科目がある場合は、当該免除科目を除いた他の科目の合計得点の比率によって合否が判定される。

### 論文式試験の科目合格基準（期限付き科目免除基準）
試験科目のうちの一部の科目について、同一の回の公認会計士試験における公認会計士試験論文式試験合格者の平均得点比率を基準として、公認会計士・監査審査会が相当と認めた得点比率以上を得た者は、科目合格者（期限付き科目免除資格取得者）とされる。
当該科目については、合格発表の日から起算して2年を経過する日までに行われる論文式試験が、その申請により免除される。
なお、短答式試験においては科目合格制度は採用されていない。

## 合格者数・合格率・合格基準 （実際に受験した受験者数ベース）
受験者は1989年の5735人から増減を繰り返し、2010年には25,648人となったが、2015年には10,180人（出願者）と、5年間で4割程度の水準に激減した。
合格率は、2001年～2005年は8％前後だったが、14.9％(2006年)、19.3%(2007年)、17.1%(2008年)、10.5%(2009年)と大きく変動し、その後、6.5%(2011年)まで低下した後、2015年は10.3%（対出願比）となっている。
合格者は、2007年には4041人にまで膨らんだが、受験者の減少と合格率が10％台になったことで2015年は1051人の合格者となった。

## 受験対策（教育機関別）

### 商業高等学校における受験指導
- 公認会計士試験への合格者も出ている[3][4]。

### 大学付属機関における受験指導
- 明治維新を迎え、近代日本では、高等教育機関における職業会計人の育成活動として、慶應義塾（現：慶應義塾大学）が挙げられる。 福澤諭吉が日本初の簿記書である『帳合の法』初編を1873年（明治6年）6月に出版し、簿記講習所を設立した。福澤諭吉が創設した簿記講習所 と商法講習所（現：一橋大学）、三菱商業学校（慶應義塾分校）が今日の学校教育における職業会計人（公認会計士等）教育の源流である[5]。つぎに、大正時代となり、神田五大学の一角を担う専修大学は、数多の計理士を輩出した計理の専修で名高い計理学科を設立した[6]。

- 戦後は、明治大学が経理研究所を創立するなど、高等教育機関における公認会計士養成は長い伝統がある。
- 会計大学院を有する大学は職業会計人の育成に力を入れている。大学全体の取り組み事例：専修大学

- 大学附属高校に於ける公認会計士試験対策の事例：慶應義塾高等学校（公認会計士入門講座）[8]。
- 終了した高大連携事例：中央大学（東京アカウンティング(ＴＡ) プログラム、2004年～2012 年）

| 大学名   | 概要 |
| -------- | --- |
| 明治大学 | 1948年に設立されたわが国初の公認会計士養成機関明治大学国家試験指導センター経理研究所を有する。明治の商科。会計大学院設置校。経理という名称を付した機関は、駒澤大学経理研究所、高崎商科大学経理研究所等が挙げられる。とりわけ、高崎商科大学は全国の商業高校との間で高大接続「Haul-Aプロジェクト」を行っている。 |
| 日本大学 | 1948年、呉文炳経済学博士（慶應義塾大学）が会頭時代に当初『日本大学会計学研究所』（現：日本大学商学部会計学研究所）という名称で設置される。会計という名称を付した機関は、専修大学会計学研究所、千葉商科大学会計教育研究所、法政大学高度会計人育成センター等がある。                                             |

### その他科目
- 会計学：商業高等学校の学びから始め、日商簿記検定を各級取得していくことで十分に合格水準に到達できる。

## 大学別合格者数
以下の資料は、朝日新聞出版が出版する『大学ランキング』各年度による。慶應義塾大学商学部HP、早稲田大学公認会計士稲門会等参照。
| 年度   | 1位               | 2位                          | 3位                        | 4位                          | 5位                          |
| ------ | ----------------- | ---------------------------- | -------------------------- | ---------------------------- | ---------------------------- |
| 1970年 | 慶應義塾大学      | 中央大学                     | 早稲田大学                 | 東京大学                     | 一橋大学                     |
| 1971年 | 中央大学          | 早稲田大学                   | 慶應義塾大学               | 明治大学                     | 横浜国立大学                 |
| 1972年 | 慶應義塾大学      | 中央大学                     | 早稲田大学                 | 明治大学                     | 東京大学                     |
| 1973年 | 慶應義塾大学      | 早稲田大学                   | 明治大学                   | 中央大学                     | 一橋大学                     |
| 1974年 | 中央大学          | 慶応義塾大学                 | 早稲田大学                 | 明治大学                     | 東京大学                     |
| 1975年 | 慶應義塾大学      | 早稲田大学                   | 中央大学                   | 明治大学                     | 東京大学                     |
| 1976年 | 慶應義塾大学      | 早稲田大学                   | 中央大学                   | 明治大学                     | 一橋大学                     |
| 1977年 | 慶應義塾大学      | 早稲田大学                   | 明治大学                   | 中央大学                     | 一橋大学                     |
| 1978年 | 慶應義塾大学      | 早稲田大学                   | 中央大学                   | 明治大学                     | 一橋大学                     |
| 1979年 | 慶應義塾大学      | 早稲田大学                   | 中央大学                   | 明治大学                     | 一橋大学                     |
| 1980年 | 慶應義塾大学      | 早稲田大学                   | 中央大学                   | 明治大学                     | 一橋大学                     |
| 1981年 | 慶應義塾大学      | 早稲田大学                   | 中央大学                   | 明治大学                     | 一橋大学                     |
| 1982年 | 慶應義塾大学      | 早稲田大学                   | 明治大学                   | 横浜国立大学                 | 中央大学                     |
| 1983年 | 慶應義塾大学      | 早稲田大学                   | 中央大学                   | 明治大学                     | 横浜国立大学                 |
| 1984年 | 慶應義塾大学      | 早稲田大学                   | 中央大学                   | 明治大学                     | 一橋大学                     |
| 1985年 | 慶應義塾大学      | 早稲田大学                   | 中央大学                   | 明治大学                     | 一橋大学                     |
| 1986年 | 慶應義塾大学      | 早稲田大学                   | 中央大学                   | 明治大学                     | 一橋大学                     |
| 1987年 | 慶應義塾大学      | 早稲田大学                   | 中央大学                   | 明治大学                     | 一橋大学                     |
| 1988年 | 慶應義塾大学      | 早稲田大学                   | 中央大学                   | 明治大学                     | 一橋大学                     |
| 1989年 | 慶應義塾大学      | 早稲田大学                   | 中央大学                   | 明治大学                     | 東京大学                     |
| 1990年 | 慶應義塾大学      | 早稲田大学                   | 中央大学                   | 明治大学                     | 一橋大学                     |
| 1991年 | 慶應義塾大学      | 早稲田大学                   | 中央大学                   | 明治大学                     | 一橋大学                     |
| 1992年 | 慶應義塾大学      | 早稲田大学                   | 一橋大学                   | 中央大学                     | 東京大学                     |
| 1993年 | 慶應義塾大学      | 早稲田大学                   | 中央大学                   | 東京大学                     | 一橋大学                     |
| 1994年 | 慶應義塾大学      | 早稲田大学                   | 東京大学                   | 一橋大学                     | 中央大学                     |
| 1995年 | 慶應義塾大学      | 早稲田大学                   | 中央大学                   | 東京大学                     | 一橋大学                     |
| 1996年 | 慶應義塾大学      | 早稲田大学                   | 中央大学                   | 一橋大学                     | 東京大学                     |
| 1997年 | 慶應義塾大学      | 早稲田大学                   | 中央大学                   | 東京大学                     | 一橋大学                     |
| 1998年 | 慶應義塾大学      | 早稲田大学                   | 中央大学                   | 東京大学                     | 明治大学                     |
| 1999年 | 慶應義塾大学      | 早稲田大学                   | 中央大学                   | 東京大学                     | 一橋大学                     |
| 2000年 | 慶應義塾大学      | 早稲田大学                   | 中央大学                   | 東京大学                     | 一橋大学                     |
| 2001年 | 慶應義塾大学      | 早稲田大学                   | 東京大学                   | 中央大学                     | 一橋大学                     |
| 2002年 | 慶應義塾大学183人 | 早稲田大学140人              | 中央大学94人               | 東京大学75人                 | 一橋大学54人                 |
| 2003年 | 慶應義塾大学228人 | 早稲田大学152人              | 東京大学78人               | 中央大学76人                 | 一橋大学71人                 |
| 2004年 | 慶應義塾大学208人 | 早稲田大学153人              | 東京大学93人               | 中央大学76人                 | 神戸大学63人                 |
| 2005年 | 慶應義塾大学209人 | 早稲田大学159人              | 中央大学106人              | 東京大学61人                 | 一橋大学51人                 |
| 2006年 | 慶應義塾大学224人 | 早稲田大学146人              | 東京大学73人               | 一橋大学69人                 | 中央大学64人                 |
| 2007年 | 慶應義塾大学411人 | 早稲田大学293人              | 中央大学160人              | 明治大学105人                | 神戸大学105人                |
| 2008年 | 慶應義塾大学375人 | 早稲田大学307人              | 中央大学160人              | 東京大学114人                | 明治大学110人                |
| 2009年 | 慶應義塾大学258人 | 早稲田大学247人              | 中央大学159人              | 東京大学84人                 | 明治大学72人                 |
| 2010年 | 慶應義塾大学251人 | 早稲田大学221人              | 中央大学152人              | 明治大学98人                 | 東京大学67人                 |
| 2011年 | 慶應義塾大学210人 | 早稲田大学169人              | 中央大学96人               | 明治大学83人                 | 立命館大学52人               |
| 2012年 | 慶應義塾大学161人 | 早稲田大学109人              | 中央大学99人               | 明治大学63人                 | 同志社大学49人               |
| 2013年 | 慶應義塾大学121人 | 早稲田大学93人               | 中央大学77人               | 明治大学68人                 | 同志社大学49人               |
| 2014年 | 慶應義塾大学120人 | 早稲田大学94人               | 中央大学87人               | 明治大学69人                 | 同志社大学43人               |
| 2015年 | 慶應義塾大学123人 | 早稲田大学91人               | 中央大学64人               | 明治大学56人                 | 同志社大学33人               |
| 2016年 | 慶應義塾大学139人 | 早稲田大学96人、中央大学96人 | -                          | 明治大学72人                 | 東京大学36人                 |
| 2017年 | 慶應義塾大学157人 | 早稲田大学111人              | 明治大学84人               | 中央大学77人                 | 東京大学50人                 |
| 2018年 | 慶應義塾大学144人 | 早稲田大学115人              | 中央大学77人、明治大学77人 | -                            | 東京大学44人                 |
| 2019年 | 慶應義塾大学183人 | 早稲田大学105人              | 明治大学81人               | 中央大学71人                 | 東京大学40人                 |
| 2020年 | 慶應義塾大学169人 | 早稲田大学98人               | 中央大学74人               | 明治大学60人                 | 立命館大学52人               |
| 2021年 | 慶應義塾大学178人 | 早稲田大学126人              | 明治大学72人               | 中央大学65人                 | 東京大学58人                 |
| 2022年 | 慶應義塾大学187人 | 早稲田大学109人              | 明治大学86人               | 東京大学57人                 | 中央大学54人、立命館大学54人 |
| 2023年 | 慶應義塾大学165人 | 早稲田大学128人              | 明治大学101人              | 東京大学56人、同志社大学56人 | -                            |
| 2024年 | 慶應義塾大学171人 | 早稲田大学131人              | 明治大学81人               | 中央大学63人                 | 東京大学60人                 |

- 公認会計士試験の合格後、学士編入や大学院進学等による早慶への進学の増加がみられる[18]。

## 進路
公認会計士試験から撤退する場合、公務員採用試験を受験する道がある。以下の公務員採用試験は公認会計士試験科目と重複することから難関試験である。
- 準キャリアと位置付けられている財務専門官採用試験の受験がされている。
- 国税専門官採用試験（税務職員採用試験含む）が受験されている。税務大学校での研修を経て国税専門官となる。国税専門官は勤務年数等の条件を充足すると税理士資格が付与される。職務実績で出世が決まる実力主義の職場のため、既卒の受験者からの人気が高い。また、修了考査に向けた実務経験を積むことができる職場であることから、いったん公認会計士試験から撤退し国税の職場で勤務し、その後、受験復帰して公認会計士になる道も選べる。

## 業務補助等
公認会計士となるには、二年以上の業務補助等に従事することが必要となる。業務補助等には次の2種類があり、公認会計士試験の合格の前後を問わない。
- 第二条第一項の業務について公認会計士又は監査法人を補助（業務補助）
- 財務に関する監査、分析その他の実務で政令で定めるものに従事（実務従事）

実務従事については、公認会計士法施行令に委ねられており、下記の事項が挙げられている、
1. 国又は地方公共団体の機関において、資本金額5億円以上の法人の会計に関する検査若しくは監査又は国税に関する調査若しくは検査の事務を直接担当すること。
2. 預金保険法 （昭和四十六年法律第三十四号）第二条第一項 に規定する金融機関、保険会社、無尽会社又は特別の法律により設立された法人であつてこれらに準ずるものにおいて、貸付け、債務の保証その他これらに準ずる資金の運用に関する事務を直接担当すること。
3. 資本金額五億円以上の法人において、原価計算その他の財務分析に関する事務を直接担当すること。

## 修了考査
公認会計士試験に合格した者であって、一般財団法人会計教育研修機構が実施する実務補習（標準課程は3年）を履修し必要単位を収めた者に対し受験資格が与えられる、実務補習の修了試験である。公認会計士となるには、当該修了考査に合格し実務補習を修了する必要がある（公認会計士法第16条第7項）。
この修了考査は、実務補習の内容全体について適切な理解がなされているかどうかを確認するとともに、職業専門家としての実務的な専門能力と適格性の確認を目的とし、筆記の方法で毎年1月に2日間の日程で日本公認会計士協会が実施するものである。
- 2013年度：受験者数は2,262名、合格者数は1,528名（合格率67.6％）[20]
- 2012年度：受験者数は2,593名、合格者数は1,846名（合格率69.6％）[21]
- 2011年度：受験者数は3,468名、合格者数は2,378名（合格率71.2％）[22]
- 2010年度：受験者数は3,234名、合格者数は2,246名（合格率69.4％）[19]
- 2009年度：受験者数は2,145名、合格者数は1,493名（合格率69.6％）[23]
- 2008年度：受験者数は1,790名、合格者数は1,323名（合格率73.9％）[24]
- 2007年度：受験者数は1,651名、合格者数は1,186名（合格率71.8％）[25]

## 2009年から2013年にかけての待機合格者問題
注：ここでは、公認会計士試験に合格しても一般企業を含めたあらゆる職業へ就職できていない未就職者だけでなく、実務要件を満たす業務補助等に従事できない待機合格者（実務要件を満たさない一般企業等へ就職した人を含む）について扱っている。

### 概要
公認会計士試験に合格した者は業務補助等の期間を2年以上(当時)、かつ実務補習の修了が要件とされている。しかし、時期によっては、合格しても業務補助等に従事できない待機合格者が数多く発生することもある。 
待機合格者の中には実務要件を充たさない一般事業会社や会計事務所に就職したり、生活のためにパチンコ屋でアルバイトをして生活をしている者もいるなど、公認会計士を目指す者にとっては非常に厳しい状況にあった。公認会計士協会の調査によれば、待機合格者の中でも、2008年以前の試験合格者のうち未就職者は158人、2009年の合格者（1,916人）のうち未就職者は178人であり、2010年の合格者（1,923人）のうち700人が2011年3月7日現在、求職活動中であるとされていた。
しかし、2015年現在、会計士試験の合格者数が急減したことと、監査法人の退職者増加による状況の改善により、事態は大幅に改善され、希望する合格者の大半が監査法人に就職することが可能となった。

### 経緯
2002年12月17日、金融庁金融審議会「公認会計士制度部会」において、監査業界のみならず経済社会の幅広い分野で活躍することが期待されているとの考え方に基づき、社会人を含めた多様な人材にとっても受験しやすい試験制度を目指し、平成30年ごろまでに公認会計士の総数を5万人程度とすること、年間の試験合格者を2,000名から3,000名とする目標が立てられた。その方針に基づき、公認会計士・監査審査会は、2007年及び2008年度の試験において、合格基準を短答式65%及び論文式51%まで引き下げ、合格者数を増加させた。
2007年度及び2008年度の大量合格に対して、監査法人は内部統制監査や四半期レビューの対応や一定の配慮から合格者の受け入れを行ったこともあり、監査法人が試験合格者の大量採用を実施した。しかし、実際の需要を上回る採用を行ったため、特に大量採用を実施した大手監査法人では人余りの状況が続いている。また、新人に対しても高い給与を支払い、重ねてリーマンショックによる経済の悪化が経営を圧迫し、監査法人自体が非常に厳しい状況にある。
2003年改正は、監査業界のみならず経済社会の幅広い分野で活躍することが期待されているとの考え方に基づいていたが、合格者の経済界等への就職は進まず、待機合格者の増加に拍車をかけていた。
合格者が、一般企業ではなく監査業界への就職を強く希望する主要な理由としては、資格取得に必要な1～3年の座学研修である実務補習について、経済界等に就職すると履修がしにくいこと、経済界等に就職しても資格取得に必要な会計関連の実務経験が得られる職種に就けるかどうか分からないという心配が挙げられ、また、上述されるような監査法人の高い給与といった金銭的待遇面での差も挙げられている。

### 公認会計士試験合格者への就職活動
公認会計士試験合格者は、監査補助を経験できる監査法人への就職を希望している。監査法人の就職活動では、実質的に需給が逆転していた2006年には、あずさ監査法人が他法人を出し抜く形で採用活動を実施、面接実施後にその場で内定を出し、内定者を宴席に招いて囲い込みを行った。2007年には前年のあずさ監査法人の行動が4大監査法人の紳士協定に亀裂をもたらし、合格発表前の採用活動が行われるようになり、そのために予想合格率により内定者を出したが、想定外の合格率上昇により監査法人は大量採用となった。2008年は監査法人トーマツにおいて、グループディスカッションが導入されるなど、選別が始まる兆候が出始めたものの、監査法人が一定の配慮から合格者の受け入れを行ったこともあり、2007年と同様の大量合格世代となった。
しかし、これが2009年度以降になると状況が一変する。監査法人では、リーマンショックによる市況の変化が監査報酬のダンピングによる価格競争をもたらし、また、大量採用による人余りから採用人数の大幅な縮小にふみきった。2010年の大手監査法人の書類選考においては、大学在学合格新卒採用、又は、3年以上の職歴が暗黙の条件とされるに至っていた。積極的な採用というよりは、良い人がいれば採用するというスタンスがとられており、買い手市場となっていた。
2007年及び2008年の合格者は、満足に経験を得ることができない中、実務要件を満たした者については人的リストラの対象にされている。このようにかつては現在と異なり、大量合格世代が滞留し、満足に経験を積むことができない状態のときもあった。
実務経験は、監査法人でなくても可能である例えば税理士法人に就職した場合などでも実務経験として認められる。実務従事として業務補助等報告書の提出があった業務の実例としては、国税局における税務調査の業務が広く知られている。補習所、修了考査の合格率の過酷さが知れ渡るとともに、優秀な者は公認会計士試験後の第二のキャリア選択として税務大学校での研修を経て国税庁に勤務する国税専門官になる道も注目されている。

### 金融庁の対応
金融庁は、合格者の経済界等への就職は進んでいなかったこと、社会人の受験者・合格者についても十分増加していないことや、公認会計士になるために必要な実務経験を満たすことができないことを懸念して、「公認会計士制度における懇談会」を開催していた。
懇談会では、2010年8月4日に中間報告書を公表し、以下の点を問題点として認識し、新たな中間資格を創設することを提案した。
1. 合格者という有為な人材が活用されないという意味での社会的損失が生じているのではないか。
2. 経済社会の幅広い分野で活躍する監査と会計の専門家を確保していくという制度の狙いを実現できていないのではないか。
3. 試験・資格制度の魅力が低下するのではないか。

2010年11月15日、金融庁は「公認会計士試験合格者等の育成と活動領域の拡大に関する意見交換会 当面のアクションプランの改訂について」を公表した。
- 合格者・公認会計士の活動領域についての受験者・合格者等への周知
- 合格者という人材プールの存在及び採用方法の検討の必要性についての企業等への周知（日本公認会計士協会による広報マテリアルの作成）
- 日本公認会計士協会による、求人・求職のマッチングの取組みの強化、経済界就職向けの就職説明会の規模の拡大
- 企業からの求人・求職マッチングの取組みに対する求人情報の提供
- 監査法人等の採用活動の合格発表後の開始など、監査法人等の採用活動のあり方についての検討
- 実務補習のカリキュラムの見直しなどの環境整備　等

#### 企業財務会計士制度
金融庁は公認会計士試験制度に関する懇談会の開催を踏まえ、待機合格者を解決することを狙いとして企業財務会計士の創設を検討していた。しかし、数多くの異論が出ており、待機合格者問題が改善したこともあり、導入は見送られた。
以下は、企業財務会計士に対する反対の声の例である。
（公認会計士）
日本公認会計士協会は「新たな資格制度の創設は、企業においても公認会計士試験合格者を含む会計分野の有為な人材を求めるという企業側の要望を反映したものと理解しており、企業側が新たな資格を必要であるかどうかは企業側の問題であって、協会側が賛同して新たな資格創設を推し進めるものではない。」として企業財務会計士の創設は反対である旨を常務理事会にて決議を行った。（「論説：新たな資格、企業財務会計士の誕生か？今国会上程予定の公認会計士法の改正案に思う」、日本公認会計士協会東京会『東京C.P.A.ニュース』No.648 2011.3）
（政治家）
2011年1月21日に開催された公認会計士試験制度に関する懇談会では、事務局の制度改正の説明が終わった後、東祥三・金融担当副大臣は「自前でリスクを持って、公認会計士試験を目指してやられるんだろうと推察するんでありますが、その試験さえ合格すれば何とかしてくれるというここに、日本の特徴的な部分があるんだろうと。僕は、素朴に、これ、何か違うんじゃないか。個人的には自己責任だと思う」と疑問符をつけた。
（受験生）
公認会計士試験制度に関する懇談会では、未就職者や受験生の声が反映されておらず、本質的な問題の解決になっていないということが委員の中から意見が挙がった。
（産業界）
大手製造業の人事担当役員は「財務の専門家は自前で育てている。国家資格を作って無理やり受け入れを迫られても困る」と困惑する。
2011年3月11日、企業財務会計士導入を盛り込んだ公認会計士法改正案を閣議決定したが、自民党と公明党の反対で公認会計士法改正案から企業財務会計士を削除する方向で修正される見通し。

### 日本公認会計士協会の対応
日本公認会計士協会では、試験合格者の未就職問題に配慮し、実務補習所費用の無利子貸付の実施、就職サイトの運営（キャリアナビ）、監査実務の実務研修を実施している。

## 2014年以降の会計士不足問題
2014年頃から、これまでの待機合格者問題が解消されると、逆に公認会計士の不足が深刻な問題となった。試験合格者のもとに、複数の監査法人の採用担当者から直筆の手紙が届くことすらある。